# Санта-Терезинья (Санта-Катарина)
Санта-Терезинья (порт. Santa Terezinha)  —  муниципалитет в Бразилии, входит в штат Санта-Катарина. Составная часть мезорегиона Север штата Санта-Катарина. Входит в экономико-статистический  микрорегион Каноиньяс. Население составляет 8991 человек на 2006 год. Занимает площадь 716,3 км². Плотность населения — 12,6 чел./км².

## История
Город основан 26 сентября 1991 года.

## Статистика
- Валовой внутренний продукт на 2003 составляет 66.177.005,00 реалов (данные: Бразильский институт географии и статистики).
- Валовой внутренний продукт на душу населения на 2003 составляет 7.417,28 реалов (данные: Бразильский институт географии и статистики).
- Индекс развития человеческого потенциала на 2000 составляет 0,738 (данные: Программа развития ООН).